# Edvīns Bietags
Edvīns Bietags (ur. 28 lutego 1908 w RūjienIe, zm. 29 września 1983 w Jurmale) – łotewski zapaśnik. Srebrny medalista olimpijski z Berlina. 
Walczył w stylu klasycznym, w kategorii do 87 kilogramów (waga półciężka). Zawody w 1936 były jego jedynymi igrzyskami olimpijskimi, w finale pokonał go Szwed Axel Cadier. W 1934 był złotym medalistą mistrzostw Europy. Zdobył sześć tytułów mistrza kraju (1930-31, 1934-35, 1938, 1940).